# Persone di nome Giovanni/Vescovi cattolici
| Questa pagina contiene informazioni ricavate automaticamente dalle voci biografiche con l'ausilio del template Bio e di un bot. L'aggiornamento è periodico e automatico e ricostruisce completamente la pagina. Se manca una persona in questa lista, sei pregato di non aggiungerla, ma accertati piuttosto che la sua voce biografica contenga il template Bio e che i dati anagrafici siano correttamente compilati. Se il template Bio manca, inseriscilo tu stesso o, in alternativa, metti l'avviso {{tmp\|Bio}} che ne segnala la mancanza. Se i dati riportati sono sbagliati, correggi direttamente la voce biografica; le modifiche saranno visibili in questa lista entro pochi giorni. Per chiarimenti vedi il progetto antroponimi. La lista contiene solo le 228 persone che sono citate nell'enciclopedia e per le quali è stato implementato correttamente il template Bio. Pagina aggiornata al 6 ago 2025. |

Questa è una lista di persone presenti nell'enciclopedia che hanno il nome Giovanni e sono vescovi cattolici.

## A(13)
- Giovanni Battista Acciaiuoli, vescovo cattolico italiano (Firenze - Firenze, † 1342)
- Giovanni Battista Accusani, vescovo cattolico italiano (Acqui Terme, n. 1765 - Vigevano, † 1843)
- Giovanni Battista Agatich, vescovo cattolico dalmata (Fiume, n. 1570 - Fiume, † 1640)
- Giovanni Agazzari, vescovo cattolico italiano
- Giovanni Stefano Aiazza, vescovo cattolico italiano (Vercelli - † 1618)
- Giovanni Battista Alagona, vescovo cattolico italiano (Siracusa, n. 1726 - Caltagirone, † 1801)
- Giovanni Battista Alamanni, vescovo cattolico italiano (Firenze - † 1582)
- Giovanni Giovenale Ancina, vescovo cattolico e compositore italiano (Fossano, n. 1545 - Saluzzo, † 1604)
- Giovanni Angelo Anzani, vescovo cattolico italiano (Ariano, n. 1701 - Napoli, † 1770)
- Giovanni Mercurino Antonio Arborio di Gattinara, vescovo cattolico italiano (Lucca, n. 1685 - Alessandria, † 1743)
- Giovanni Arborio, vescovo cattolico italiano (Torino, † 1264)
- Giovanni Battista Arista, vescovo cattolico italiano (Palermo, n. 1862 - Acireale, † 1920)
- Giovanni Andrea Avogadro, vescovo cattolico e gesuita italiano (Venezia, n. 1735 - Padova, † 1815)

## B(25)
- Giovanni Battista Bagalà Blasini, vescovo cattolico italiano (Livorno, n. 1803 - Livorno, † 1884)
- Giovanni Battista Bagnasco, vescovo cattolico italiano (Palermo, n. 1791 - Monreale, † 1837)
- Giovanni Andrea Balbi, vescovo cattolico dalmata (Veglia, n. 1692 - Pola, † 1771)
- Giovanni Battista Baratta, vescovo cattolico italiano (Fossano, n. 1691 - Macerata, † 1748)
- Giovanni Giacomo Barba, vescovo cattolico italiano (Napoli, n. 1499 - Otricoli, † 1565)
- Giovanni Barcia, vescovo cattolico italiano (Palazzo Adriano, n. 1829 - San Demetrio Corone, † 1912)
- Giovanni Bargiggia, vescovo cattolico italiano (Lacchiarella, n. 1876 - Vigevano, † 1946)
- Giovanni Battista Bellè, vescovo cattolico italiano (Lodi, n. 1776 - † 1844)
- Giovanni Francesco Bembo, vescovo cattolico italiano (Venezia, n. 1659 - Belluno, † 1720)
- Giovanni Benedetti, vescovo cattolico italiano (Venezia - Bologna, † 1437)
- Giovanni Benedetti, vescovo cattolico, teologo e giornalista italiano (Spello, n. 1917 - Foligno, † 2017)
- Giovanni Benini, vescovo cattolico italiano (Prato, n. 1812 - Pescia, † 1896)
- Giovanni Bertoldi, vescovo cattolico e teologo italiano (Serravalle - Fano, † 1445)
- Giovanni Bianchi, vescovo cattolico italiano (Firenze, n. 1918 - Collevalenza, † 2003)
- Giovanni Ambrogio Bicuti, vescovo cattolico italiano (Acqui, n. 1607 - Acqui, † 1675)
- Giovanni Blandini, vescovo cattolico italiano (Palagonia, n. 1832 - Noto, † 1913)
- Giovanni Battista Bonciani, vescovo cattolico italiano (n. 1457 - † 1532)
- Giovanni Battista Bonetti, vescovo cattolico italiano (Reggio Emilia, n. 1576 - † 1632)
- Giovanni Battista Bongiorno, vescovo cattolico italiano (Palazzolo Acreide, n. 1830 - † 1901)
- Giovanni Francesco Bonomi, vescovo cattolico italiano (Cremona, n. 1536 - Liegi, † 1587)
- Giovanni Battista Borachia, vescovo cattolico italiano (Beverino, n. 1849 - Massa Marittima, † 1924)
- Giovanni Antonio Bovio, vescovo cattolico e teologo italiano (Bellinzago, n. 1560 - Molfetta, † 1622)
- Giovanni Battista Bracelli, vescovo cattolico italiano (Genova - Sarzana, † 1590)
- Giovanni Battista Brivio, vescovo cattolico italiano (n. 1560 - Cremona, † 1621)
- Giovanni Buccelleni, vescovo cattolico italiano (Gromo, n. 1382 - Bergamo, † 1472)

## C(18)
- Giovanni Andrea Caligari, vescovo cattolico e diplomatico italiano (Brisighella, n. 1527 - Bertinoro, † 1613)
- Giovanni Agostino Campanile, vescovo cattolico italiano (Tramonti - Napoli, † 1594)
- Giovanni Campeggi, vescovo cattolico e diplomatico italiano (Bologna, n. 1513 - Bologna, † 1563)
- Giovanni Battista Canaveri, vescovo cattolico italiano (Borgomaro, n. 1753 - Vercelli, † 1811)
- Giovanni Capogallo, vescovo cattolico italiano (Orvieto - Rimini, † 1413)
- Giovanni Giuseppe Cappellari, vescovo cattolico e teologo italiano (Rigolato, n. 1772 - Vicenza, † 1860)
- Giovanni Battista Caracciolo, vescovo cattolico, matematico e filosofo italiano (Napoli, n. 1695 - Casamarciano, † 1765)
- Giovanni Battista Carnevalini, vescovo cattolico italiano (Roma, n. 1843 - † 1895)
- Giambattista Castelnuovo, vescovo cattolico italiano (Cesana Brianza, n. 1757 - Como, † 1831)
- Giovanni Cati, vescovo cattolico e filosofo italiano (Ferrara)
- Giovanni Lucido Cattaneo, vescovo cattolico italiano (Mantova, n. 1613 - Mantova, † 1685)
- Giovanni Cecchini Caranzoni, vescovo cattolico italiano (Viterbo - Viterbo, † 1460)
- Giovanni Cefai, vescovo cattolico e missionario maltese (Żebbuġ, n. 1967)
- Giovanni Paolo Ciurletti, vescovo cattolico italiano (Trento)
- Giovanni Benedetto Civran, vescovo cattolico italiano (Bassano del Grappa, n. 1723 - Chioggia, † 1794)
- Giovanni Cogoni, vescovo cattolico italiano (Quartu Sant'Elena, n. 1916 - Cagliari, † 2007)
- Giovanni Carlo Coppola, vescovo cattolico, poeta e abate italiano (Gallipoli, n. 1599 - Muro Lucano, † 1652)
- Giovanni Corti, vescovo cattolico italiano (Pomerio, n. 1797 - Mantova, † 1868)

## E(2)
- Giovanni Eginulfo, vescovo cattolico italiano (Treviso)
- Giovanni Emo, vescovo cattolico italiano (n. 1565 - Bergamo, † 1622)

## F(6)
- Giovanni Antonio Farina, vescovo cattolico e santo italiano (Gambellara, n. 1803 - Vicenza, † 1888)
- Giovanni Battista Flapp, vescovo cattolico italiano (Cormons, n. 1845 - Parenzo, † 1912)
- Giovanni Fontana, vescovo cattolico italiano (Vignola, n. 1537 - Ferrara, † 1611)
- Giovanni Battista Forzatè, vescovo cattolico italiano (Padova, n. 1207 - Padova, † 1283)
- Giovanni Franchi, vescovo cattolico italiano (L'Aquila)
- Giovanni Fraschina, vescovo cattolico svizzero (Bosco Luganese, n. 1750 - Lugano, † 1837)

## G(29)
- Giovanni Gazza, vescovo cattolico italiano (Parma, n. 1924 - Parma, † 1998)
- Giovanni Benedetto Gentilotti, vescovo cattolico e bibliotecario italiano (Trento, n. 1672 - Roma, † 1725)
- Giovanni Tommaso Ghilardi, vescovo cattolico italiano (Casalgrasso, n. 1800 - Mondovì, † 1873)
- Giovanni Battista Giberti, vescovo cattolico italiano (San Ginesio, n. 1632 - Fano, † 1720)
- Giovanni Paolo Gibertini, vescovo cattolico italiano (Ciano d'Enza, n. 1922 - Montecchio Emilia, † 2020)
- Giovanni da Velletri, vescovo cattolico italiano (Velletri - Firenze, † 1230)
- Giovanni III di Baviera-Straubing, vescovo cattolico tedesco (Le Quesnoy, n. 1374 - L'Aia, † 1425)
- Giovanni di Wildeshausen, vescovo cattolico tedesco (Wildeshausen - Strasburgo, † 1252)
- Giovanni da Prato, vescovo cattolico italiano (Prato - † 1515)
- Giovanni da Rivalta, vescovo cattolico italiano (Rivalta di Torino - Torino, † 1411)
- Giovanni I, vescovo cattolico italiano
- Giovanni Manuele del Portogallo, vescovo cattolico portoghese (Lisbona)
- Giovanni di Mantova, vescovo cattolico italiano († 1017)
- Giovanni, vescovo cattolico italiano († 1305)
- Giovanni, vescovo cattolico italiano († 1400)
- Giovanni di Valence, vescovo cattolico e santo francese (Valence, † 1146)
- Giovanni I, vescovo cattolico italiano (Crotone - Crotone)
- Giovanni di Meißen, vescovo cattolico tedesco (Meißen - Lidzbark Warmiński, † 1355)
- Giovanni I di Kraichgau, vescovo cattolico tedesco († 1104)
- Giovanni Taddeo di Sant'Eliseo, vescovo cattolico spagnolo (Calahorra, n. 1574 - Lérida, † 1633)
- Giovanni di Pistoia, vescovo cattolico italiano
- Giovanni I, vescovo cattolico longobardo
- Giovanni Giudici, vescovo cattolico italiano (Varese, n. 1940 - Varese, † 2024)
- Giovanni Battista Gori Pannilini, vescovo cattolico italiano (Siena, n. 1603 - † 1662)
- Giovanni Bernardino Grandopoli, vescovo cattolico italiano († 1590)
- Giovanni Bernardo Gremoli, vescovo cattolico italiano (Poppi, n. 1926 - Firenze, † 2017)
- Giovanni Griffi, vescovo cattolico italiano († 1195)
- Giovanni Gualtieri, vescovo cattolico italiano (Arezzo, n. 1560 - Roma, † 1619)
- Giovanni Battista Guttadauro di Reburdone, vescovo cattolico italiano (Catania, n. 1814 - † 1896)

## H(2)
- Giovanni Hinderbach, vescovo cattolico tedesco (Rauschenberg, n. 1418 - Trento, † 1486)
- Giovanni Nepomuceno Carlo di Hohenzollern-Hechingen, vescovo cattolico polacco (Friburgo in Brisgovia, n. 1732 - Oliwa, † 1803)

## J(2)
- Giovanni Domenico Juras, vescovo cattolico dalmata (Arbe, n. 1742 - Pola, † 1802)
- Giovanni Battista Jurileo, vescovo cattolico dalmata (Traù, n. 1711 - Zara, † 1788)

## L(9)
- Giovanni Battista Labanchi, vescovo cattolico italiano (Maratea, n. 1677 - Mesagne, † 1746)
- Giovanni Battista Lancellotti, vescovo cattolico italiano (Roma, n. 1575 - † 1656)
- Giovanni Francesco Leone, vescovo cattolico italiano (n. 1543 - Cerreto Sannita, † 1613)
- Giovanni Leoni Gallucci, vescovo cattolico italiano (Capua - L'Aquila, † 1502)
- Giovanni Giorgio Linati, vescovo cattolico italiano (Parma, n. 1563 - Piacenza, † 1627)
- Giovanni Locatelli, vescovo cattolico italiano (Rota d'Imagna, n. 1924 - Bergamo, † 2004)
- Giacomo Antonio Lucifero, vescovo cattolico italiano (Crotone, n. 1504 - Umbriatico, † 1548)
- Giovanni Matteo Lucifero, vescovo cattolico italiano (Crotone, n. 1496 - Crotone, † 1551)
- Giovanni Antonio Lupi, vescovo cattolico italiano (Bergamo, n. 1598 - Treviso, † 1668)

## M(13)
- Giovanni Malabayla, vescovo cattolico italiano (Asti)
- Giovanni Tommaso Malloni, vescovo cattolico e teologo italiano (Vicenza, n. 1579 - Belluno, † 1649)
- Giovanni Battista Maneschi, vescovo cattolico italiano (Foligno, n. 1813 - Veroli, † 1891)
- Giovanni dei Mangiadori, vescovo cattolico italiano (San Miniato - Firenze, † 1273)
- Giovanni Girolamo Manieri, vescovo cattolico italiano (L'Aquila - † 1587)
- Giovanni Innocenzo Martinelli, vescovo cattolico italiano (El Khadra, n. 1942 - Saccolongo, † 2019)
- Giovanni Massaro, vescovo cattolico italiano (Andria, n. 1967)
- Giovanni Melis Fois, vescovo cattolico italiano (Sorgono, n. 1916 - Fonni, † 2009)
- Giovanni Domenico Mensini, vescovo cattolico italiano (Siena, n. 1801 - Grosseto, † 1858)
- Giovanni Migliorati, vescovo cattolico e missionario italiano (Pavone del Mella, n. 1942 - Brescia, † 2016)
- Giovanni Moriggi, vescovo cattolico italiano (Milano)
- Giovanni Morosini, vescovo cattolico italiano (Venezia, n. 1719 - Verona, † 1789)
- Giovanni Mosciatti, vescovo cattolico italiano (Matelica, n. 1958)

## N(4)
- Giovanni Nani, vescovo cattolico italiano (Venezia, n. 1727 - Brescia, † 1804)
- Giovanni Pietro Natoli, vescovo cattolico italiano (Lipari, n. 1829 - † 1898)
- Giovanni Nerbini, vescovo cattolico italiano (Figline Valdarno, n. 1954)
- Giovanni Nepomuceno Neumann, vescovo cattolico boemo (Prachatice, n. 1811 - Filadelfia, † 1860)

## O(1)
- Giovanni Oberti, vescovo cattolico italiano (Ovada, n. 1862 - Saluzzo, † 1942)

## P(21)
- Giovanni Paccosi, vescovo cattolico italiano (Firenze, n. 1960)
- Giovanni Francesco Pala, vescovo cattolico e teologo italiano (Marrubiu, n. 1928 - Cassano all'Ionio, † 1987)
- Giovanni Pannocchieschi d'Elci, vescovo cattolico italiano (Grosseto, † 1488)
- Giovanni Battista Pardini, vescovo cattolico italiano (New York, n. 1904 - Sestri Levante, † 1987)
- Giovanni Battista Parodi, vescovo cattolico italiano (Santa Giustina, n. 1899 - Savona, † 1995)
- Pascasio di Gallignana, vescovo cattolico italiano (Gallignana - Gallignana, † 1490)
- Giovanni Pecci, vescovo cattolico italiano (Siena - Siena, † 1426)
- Giovanni Decimo Pellegrini, vescovo cattolico e missionario italiano (Pescia, n. 1918 - Camiri, † 1992)
- Giovanni Pellei, vescovo cattolico italiano (Radicofani - Radicofani, † 1664)
- Giovanni Maria Pellizzari, vescovo cattolico italiano (San Zenone degli Ezzelini, n. 1851 - Piacenza, † 1920)
- Giovanni Battista Peregrini Albrici, vescovo cattolico italiano (Como, n. 1711 - Como, † 1764)
- Giovanni Pes, vescovo cattolico italiano (Scano di Montiferro, n. 1916 - Bosa, † 2000)
- Giovanni Alfonso Petrucci, vescovo cattolico italiano (Cutro, n. 1650 - Belcastro, † 1687)
- Giovanni Battista Piasentini, vescovo cattolico italiano (Venezia, n. 1899 - Possagno, † 1987)
- Giovanni Battista Piccioli, vescovo cattolico italiano (Erbusco, n. 1957)
- Giovanni Pisanu, vescovo cattolico italiano (Bolotana, n. 1921 - Ozieri, † 2000)
- Giovanni Portelli, vescovo cattolico italiano (Lipari, n. 1768 - Lipari, † 1838)
- Giovanni Pranzini, vescovo cattolico italiano (Castel San Pietro, n. 1875 - Carpi, † 1935)
- Giovanni Previtera, vescovo cattolico italiano (Linguaglossa, n. 1844 - Piedimonte Etneo, † 1903)
- Giovanni Proni, vescovo cattolico italiano (Lugo, n. 1912 - Forlì, † 1991)
- Giovanni Pulvirenti, vescovo cattolico italiano (Aci Sant'Antonio, n. 1871 - Aci Sant'Antonio, † 1933)

## R(11)
- Giovanni Battista Rabbia, vescovo cattolico italiano (Milano, n. 1618 - † 1672)
- Timoleone Raimondi, vescovo cattolico e missionario italiano (Milano, n. 1827 - Hong Kong, † 1894)
- Luca Raimondi, vescovo cattolico italiano (Cernusco sul Naviglio, n. 1966)
- Giovanni Rasini, vescovo cattolico italiano (Milano, n. 1630 - Vigevano, † 1672)
- Giovanni Renier, vescovo cattolico italiano (Godego, n. 1796 - Belluno, † 1871)
- Giovanni Risatti, vescovo cattolico e missionario italiano (Ledro, n. 1942 - Ledro, † 2003)
- Giovanni Roncari, vescovo cattolico italiano (Verona, n. 1949)
- Giovanni Battista Rossi, vescovo cattolico italiano (Signa, n. 1777 - Pistoia, † 1849)
- Giovanni Battista Rota, vescovo cattolico italiano (Chiari, n. 1834 - Lodi, † 1913)
- Giovanni Ruiz de Villoslada, vescovo cattolico italiano (Torrecilla en Cameros, n. 1545 - Catania, † 1607)
- Giovanni Rusconi, vescovo cattolico italiano (Como - Parma, † 1412)

## S(22)
- Giovanni Francesco di Sales, vescovo cattolico francese (castello di Thorens, n. 1578 - Annecy, † 1635)
- Giovanni Battista Salvago, vescovo cattolico italiano (Genova, n. 1560 - Sarzana, † 1632)
- Giovanni Filippo Antonio San Martino, vescovo cattolico italiano (Castelnuovo Nigra, n. 1711 - Magliano Alfieri, † 1761)
- Giovanni Battista Santoni, vescovo cattolico e diplomatico italiano (Taranto, n. 1529 - Roma, † 1592)
- Giovanni Santucci, vescovo cattolico italiano (Pietrasanta, n. 1949)
- Giovanni Battista Sanudo, vescovo cattolico italiano (Venezia, n. 1642 - Treviso, † 1709)
- Giovanni Battista Sartori, vescovo cattolico e abate italiano (Crespano, n. 1775 - Possagno, † 1858)
- Giovanni Savelli, vescovo cattolico italiano (Bologna, † 1302)
- Giovanni Paolo Savio, vescovo cattolico italiano (Venezia, n. 1587 - Venezia, † 1650)
- Gian Luigi di Savoia, vescovo cattolico (n. 1447 - † 1487)
- Giovanni Battista Scalabrini, vescovo cattolico italiano (Fino Mornasco, n. 1839 - Piacenza, † 1905)
- Giovanni Battista Scanaroli, vescovo cattolico italiano (Modena, n. 1579 - Roma, † 1664)
- Giovanni Scanavino, vescovo cattolico italiano (Santo Stefano Belbo, n. 1939)
- Giovanni Sergio, vescovo cattolico italiano (Santo Stefano di Camastra, n. 1766 - Santo Stefano di Camastra, † 1827)
- Giovanni Andrea Serrao, vescovo cattolico italiano (Castel Monardo, n. 1731 - Potenza, † 1799)
- Giovanni Fabrizio Sanseverino, vescovo cattolico italiano († 1582)
- Giovanni Simonetta, vescovo cattolico italiano († 1557)
- Giovanni Antonio Sintich, vescovo cattolico e letterato dalmata (Veglia, n. 1754 - † 1837)
- Giovanni Soffietti, vescovo cattolico italiano (Chio, n. 1675 - Rovigo, † 1747)
- Giovanni Michele Spaur, vescovo cattolico italiano (Mezzolombardo, n. 1638 - Trento, † 1725)
- Giovanni Strada, vescovo cattolico italiano (Imola - † 1427)
- Giovanni Domenico Straticò, vescovo cattolico, teologo e letterato italiano (Zara, n. 1732 - Lesina, † 1799)

## T(7)
- Giovanni Tavelli, vescovo cattolico italiano (Tossignano, n. 1386 - Ferrara, † 1446)
- Giovanni Francesco Maria Tenderini, vescovo cattolico italiano (Carrara, n. 1668 - Civita Castellana, † 1739)
- Giovanni Tirinnanzi, vescovo cattolico italiano (Firenze, n. 1869 - Firenze, † 1949)
- Giovanni Todone, vescovo cattolico italiano (Nizza, n. 1662 - Asti, † 1739)
- Giovanni Battista Alessio Tommasi, vescovo cattolico italiano (Colle di Compito, n. 1823 - Massa, † 1887)
- Giovanni Tornielli, vescovo cattolico italiano (Novara - Bergamo, † 1230)
- Giovanni Nepomuceno de Tschiderer, vescovo cattolico austriaco (Bolzano, n. 1777 - Trento, † 1860)

## V(11)
- Cantalicio, vescovo cattolico e umanista italiano (Cantalice - Roma, † 1515)
- Giovanni Battista Valier, vescovo cattolico italiano (Venezia - Venezia, † 1598)
- Giovanni Vergoni, vescovo cattolico italiano († 1348)
- Giovanni Villamarino, vescovo cattolico italiano († 1525)
- Giovanni Antonio Viperano, vescovo cattolico, poeta e storiografo italiano (Messina, n. 1535 - Giovinazzo, † 1610)
- Giovanni Battista Visco, vescovo cattolico e teologo italiano (Campagna - Pozzuoli, † 1663)
- Giovanni Maria Visconte Proto, vescovo cattolico italiano (Milazzo, n. 1781 - Cefalù, † 1854)
- Giovanni Battista Visconti Aicardi, vescovo cattolico italiano (Milano, n. 1645 - Novara, † 1713)
- Giovanni Antonio Volpe, vescovo cattolico italiano (Como, n. 1513 - Como, † 1588)
- Giovanni Pietro Volpi, vescovo cattolico italiano (Como, n. 1585 - Novara, † 1636)
- Giovanni Volta, vescovo cattolico italiano (Gazoldo degli Ippoliti, n. 1928 - Mantova, † 2012)

## Z(2)
- Giovanni Zacchei, vescovo cattolico italiano (Pistoia - Perugia, † 1381)
- Giovanni Paolo Zedda, vescovo cattolico italiano (Arbus, n. 1947)